# Panhard 165/175
La Panhard 165/175, ou Panhard TOE, est une automitrailleuse française de l'entre-deux-guerres, produite par Panhard-Levassor. Conçue à la fin des années 1920 pour la cavalerie française, elle sert majoritairement dans les colonies, pendant la fin de la campagne du Maroc en 1934 et en 1941-1943 pendant la Seconde Guerre mondiale.

## Historique
La Panhard 165 dérive du programme de l'automitrailleuse de cavalerie no 1, défini en 1922. Pour y répondre, Panhard propose le montage d'une caisse blindée conçue par l'atelier de construction de Vincennes (AVIS) sur un châssis Panhard. Le prototype, désigné voiture spéciale 138, est testé par la commission d'expérience du matériel automobile de Vincennes en 1926 et 1927, puis dans un escadron d'automitrailleuses à Moulins. Sa tourelle retirée, la voiture Panhard 138 est ensuite transformée en véhicule d'instruction dans un escadron à Compiègne.
Le modèle amélioré, désigné voiture spéciale 165, sort en 1928 et est adopté par l'armée en 1929. Il entre en service en 1933. Bien qu'en service en métropole, l'engin est prévu pour servir dans les colonies et est désigné TOE pour « théâtres des opérations extérieures ».
Cinquante-neuf exemplaires de série auraient été produits, en incluant les camions blindés. Le spécialiste des blindés français François Vauvillier évalue le nombre d'AMD TOE de série à 38 exemplaires, bien qu'il suppose également, comme Pierre Touzin, l'existence de plus d'exemplaires. D'après François Vauvillier, la production en 1930-1931 d'une vingtaine d'AMD modèle 165 a été suivie de celle d'une vingtaine de modèle 175 en 1932-1933, puis les 165 ont été modernisées comme Panhard modèle 165/175 en 1933.

## Caractéristiques
L'automitrailleuse dispose de quatre roues, dont deux motrices. La Panhard 175 a une suspension renforcée par rapport à la 165. L'équipage est constitué de quatre hommes : deux conducteurs, un chef de voiture et un tireur. L'automitrailleuse dispose d'un inverseur, c'est-à-dire d'un poste de conduite tourné vers l'arrière pour conduire en sens inverse. L'AMD dispose de réservoirs d'eau potable pour son emploi dans les colonies.
La Panhard TOE est équipée d'un moteur Panhard SK4F8, F9 ou F10 selon les versions, développant 86 ch. La boîte de vitesses SC4L des modèles 165 est remplacée par une SC6L sur les 175. Les conducteurs de l'automitrailleuse disposent dans les deux cas de 8 vitesses avant et 2 arrière.
L'armement est constitué d'un canon de 37 mm et d'une mitrailleuse MAC 1931 en tourelle, plus une mitrailleuse disponible à l'intérieur. Le canon dispose de 94 obus de rupture et 100 obus explosifs, et la mitrailleuse de 3 900 cartouches. La visibilité de l'automitrailleuse est considérée comme excellente. Pendant la Seconde Guerre mondiale, le canon de 37 est équipé d'un cache-flamme.
Une partie des véhicules est équipée d'un poste émetteur-récepteur ER 26 bis 31. Dans ce cas la dotation en munitions est réduite.

### Panhard 165 CBP
Un blindé de transport de fantassins est conçu en 1932 à partir de l'AMD TOE et est désigné sous le nom de camion blindé Panhard (CBP). L'arrière de la voiture est modifié pour emporter un groupe de combat de dix hommes ou un groupe de mitrailleuse ( ?). L'équipage fixe est de trois hommes, un conducteur, un chef de voiture et un tireur pour le fusil-mitrailleur embarqué. Les soldats embarqués disposent de quatre sorties de tir, sur chacun des côtés de la caisse. Au moins 19 sont produits vers 1932-1933.

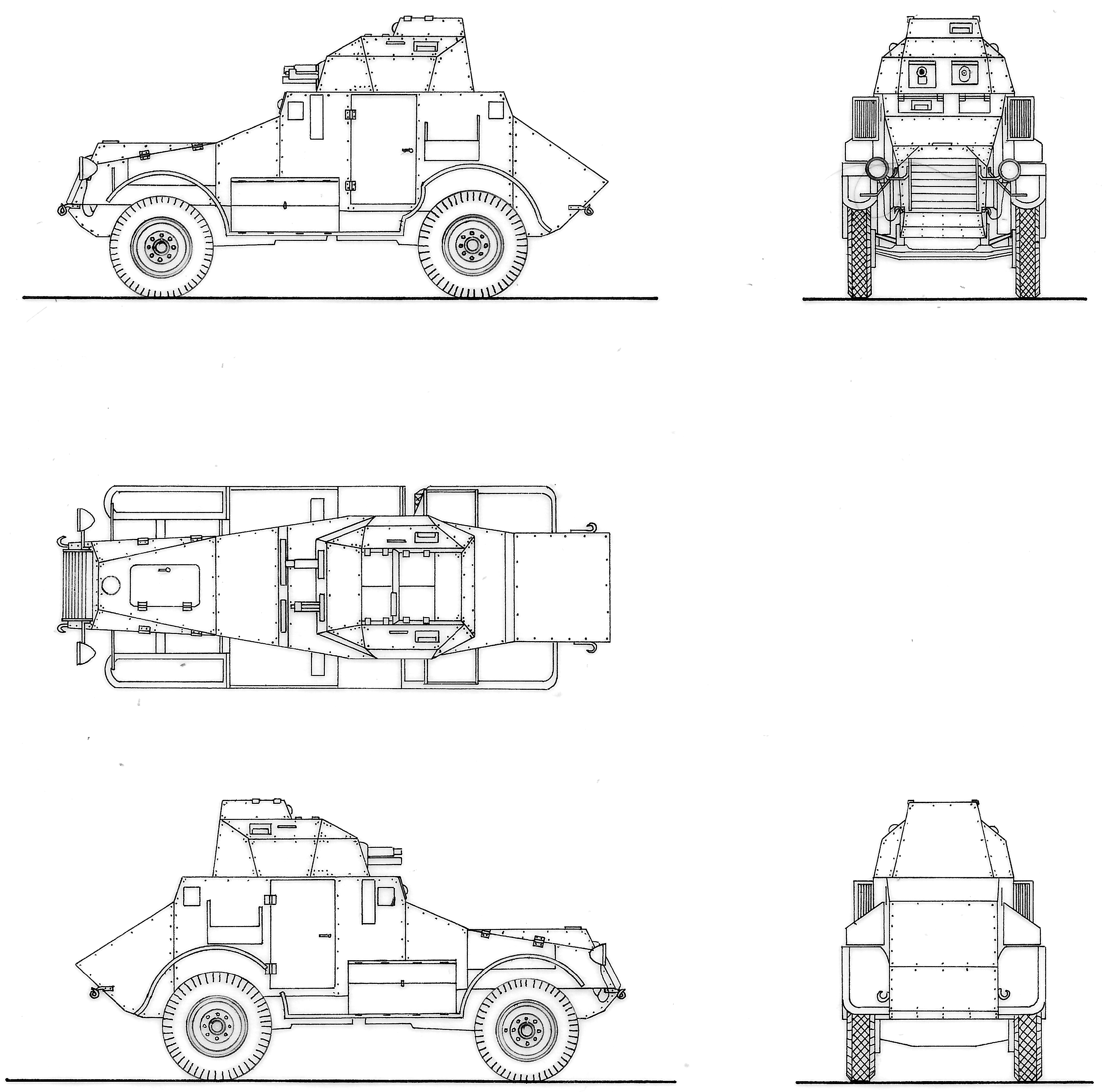
Panhard 165/175.
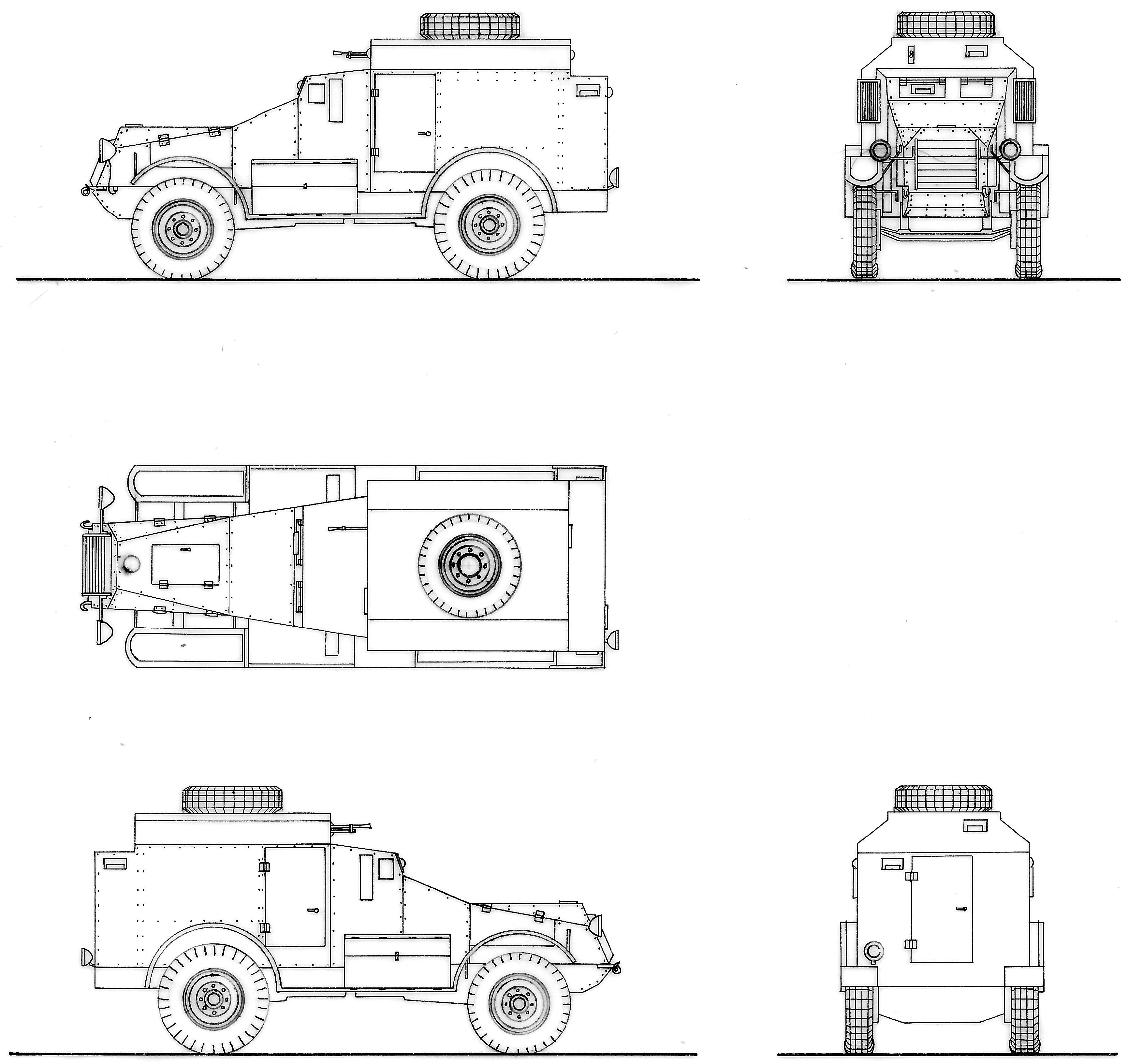
Camion blindé Panhard 165.

## Service

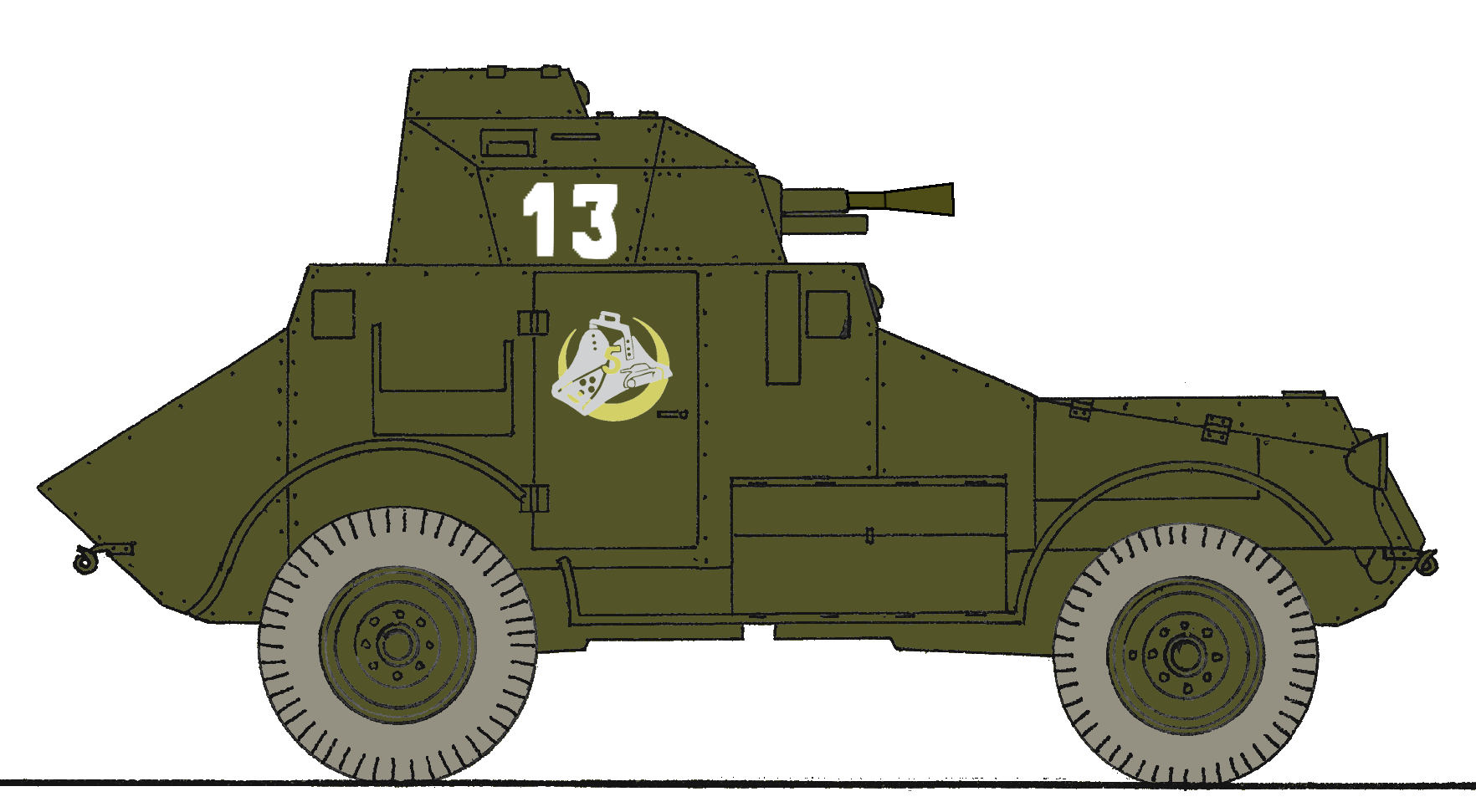
AMD TOE en service au 3e peloton du 5e RSA en 1946.

Seize automitrailleuses sont utilisées au sein du 1er et du 4e REI pendant les opérations dans l'Anti-Atlas menées par le sous-groupement motorisé Trinquet contre les rebelles marocains en février-mars 1934. Le 1er REI engage également trois sections portées et deux mitrailleuses sur 14 camions blindés Panhard et le 1er REC un peloton de 5 CBP. Les AMD TOE servent en métropole jusqu'en 1938 et aux colonies (Levant français et Afrique française du Nord) à partir de 1934.
Les Panhard TOE sont utilisées face aux Alliés pendant la campagne de Syrie et pendant l'opération Torch. Ils sont ensuite engagés pendant la campagne de Tunisie de fin avril à avril 1943, face aux Allemands. Après-guerre, un peloton d'AMD TOE est toujours en service au 5e RSA, remplacé en 1946 par du matériel américain.